# Тіньки
Ті́ньки — село у Черкаському районі Черкаської області, підпорядковане Чигиринській міській громаді. Населення — 2 255 чоловік (2007). Село розташоване за 6 км від річкового порту Адамівка, за 17 км від районного центру, міста Чигирин та за 51 км від залізничної станції Фундукліївка. На півночі сусідить з селом Боровиця, на заході з селами Розсошинці та Красносілля, на півдні з селом Рацеве та на сході омивається водами Кременчуцького водосховища. Поблизу Тіньок, Бужина і Тарасівки знайдено 4 поселення доби бронзи.

## Історія
Сучасне село Тіньки утворене у 1959 році внаслідок переселення мешканців сіл Тіньки, Шабельники, Тарасівка, Адамівка та Бужин через будівництво Кременчуцького водосховища. Ці села знаходилися в низовині, яку потім затопили. Досі мешканці села умовно ділять територію на Шабельники та Тіньки, межа яких проходить по вулиці Гоголя.
В історичних документах Бужин і Тіньки згадуються ще у 16 столітті. Лаврентій Похилевич в своїх «Сказаннях про населені місцевості Київської губернії» пише:

Тіньки, село за 3 версти від Бужина і від Адамівки. Має таке саме розташування як і Адамівка і Кожарок, знаходиться в тіні гори і дерев, звідки походить і назва. Під час весняного паводку навколишні болота заливаються Дніпром і село стає островом; влітку Дніпро за 4 версти. На полях знаходиться велика кількість могил, що пояснюється близкістю до Бужина.
Мешканців обох статей 988. В 1808 році було 418 у 41 дворі.
Церква Миколаївська, дерев'яна, 6-го класу, землі має 36 десятин, побудована в 1804 році на місці старої.

| обеліск Слави |

В роки Радянсько-німецької війни населення брало активну участь у партизанських загонах. За мужність і відвагу 417 жителів села нагороджені орденами і медалями. В селі споруджено обеліск Слави та пам'ятник на братській могилі. Всього у війні брали участь 1 500 мешканців села, 78 з них загинули.
За радянської влади в селі працював колгосп «Україна», що обробляв 4130 га землі, з яких 3978 орної. Основним напрямком господарства було рільництво і тваринництво.
1958 року за виробництво м'яса та іншої тваринницької продукції бригадир рільничої бригади С. С. Яценко удостоєний звання Героя Соціалістичної Праці, 232 особи нагороджені орденами і медалями.
Станом на 1972 рік у селі мешкало 3 671 чоловік, працювали середня і початкова школи, будинок культури на 650 місць, 3 бібліотеки з фондом 16 600 книг, дільнича лікарня на 25 ліжок, пологовий будинок, 2 дитячих ясел, відділення зв'язку, чайна, 5 магазинів.

## Сучасність
В селі є загальноосвітня школа І-ІІІ ступенів, дошкільний дитячий заклад «Сонечко». Працюють одинадцять приватних крамниць. Є лікарська амбулаторія загальної практики сімейної медицини, аптека, стадіон, пошта, відділення Ощадбанку, будинок культури (1969, архітектори Георгій Зенькович, Леонід Олов'янников, В. Кащин, З. Чечик, монументально-декоративне оздоблення виконав художник Григорій Довженко) з філією районної бібліотеки, працює кілька приватних риболовецьких підприємств. Щовівторка у першій половині дня в селі проводиться ярмарок.

## Топоніми
- Вулиці: Пушкіна, Андріївська (колишня Горького), Богдана Хмельницького, Шабельницька (колишня Котовського), Гоголя, Благовісна (колишня Леніна), Грушевського (колишня Калініна), Тарасівська (колишня Кірова), Крилівська (була дорога на Крилів), Бужинська (колишня Чапаєва), Чернишевського, Чигиринська (дорога з Тарасівки на Чигирин), Шевченка, Центральна (колишня Щорса);
- Балки: Бадьорова (землі діда Бадьора), Нюхова;
- Ярки (з півночі на південь): Конюхів, Голиків, Больботів (Палтонів), Церковний, Свитин, Федін, Малий, Брисін, Бадьоровий, Льодник, Черпалка, Мурашиний, Набоківський (Дурний), Хмарівський, Курятник, Чигиринський, Цегельний, Дизель, Низький, Високий, Мишурин.

## Політичні уподобання
Згідно з даними дільничої виборчої комісії у позачергових виборах до Верховної Ради України 30 вересня 2007 року взяли участь 1199 чоловік, або 65,84 % виборців. Найбільш голосів — 46,96 % віддали виборці Блоку Юлії Тимошенко, потім — «НАША УКРАЇНА — НАРОДНА САМООБОРОНА» — 21,35 %, Партія регіонів — 10,26 %, «Блок Литвина» — 7,09 %, Комуністична партія України — 5,56 %, Соціалістична партія України — 2 %.
Також від 1 до 10 голосів набрали підтримки (у порядку зменшення): Прогресивна соціалістична партія України — 10, Партія Вільних Демократів і Всеукраїнське об'єднання «Свобода» по 7, «Блок партії пенсіонерів України» — 4, Селянський Блок «Аграрна Україна» — 2, Блок «Всеукраїнська громада» і Виборчий блок політичних партій «КУЧМА» по одному.

## Відомі люди

### Народилися
- Великий Михайло Володимирович (1913—1975) — Герой Соціалістичної Праці;
- Зайнчківська Лідія Іванівна (* 1961) — Народна артистка України;
- Петкова Леся Омелянівна (* 1967) — вчена-економістка. Доктор економічних наук, професор. Академік АН ВШ України.
- Прудкий Олег Вікторович (1991—2022) — український боксер, учасник російсько-української війни.
- Сіянко Климентій Євдокимович (1868—1946) — один з фундаторів заповідника «Асканія-Нова»
- Смоляр Олександр Васильович (1976—2014) — учасник АТО;
- Яценко Степан Семенович (1913 — ?) — Герой Соціалістичної Праці.

### Працювали
- Міхненко Григорій Кирилович (1910-1990) — український педагог, Заслужений вчитель Української РСР, Герой Соціалістичної праці.

## Галерея

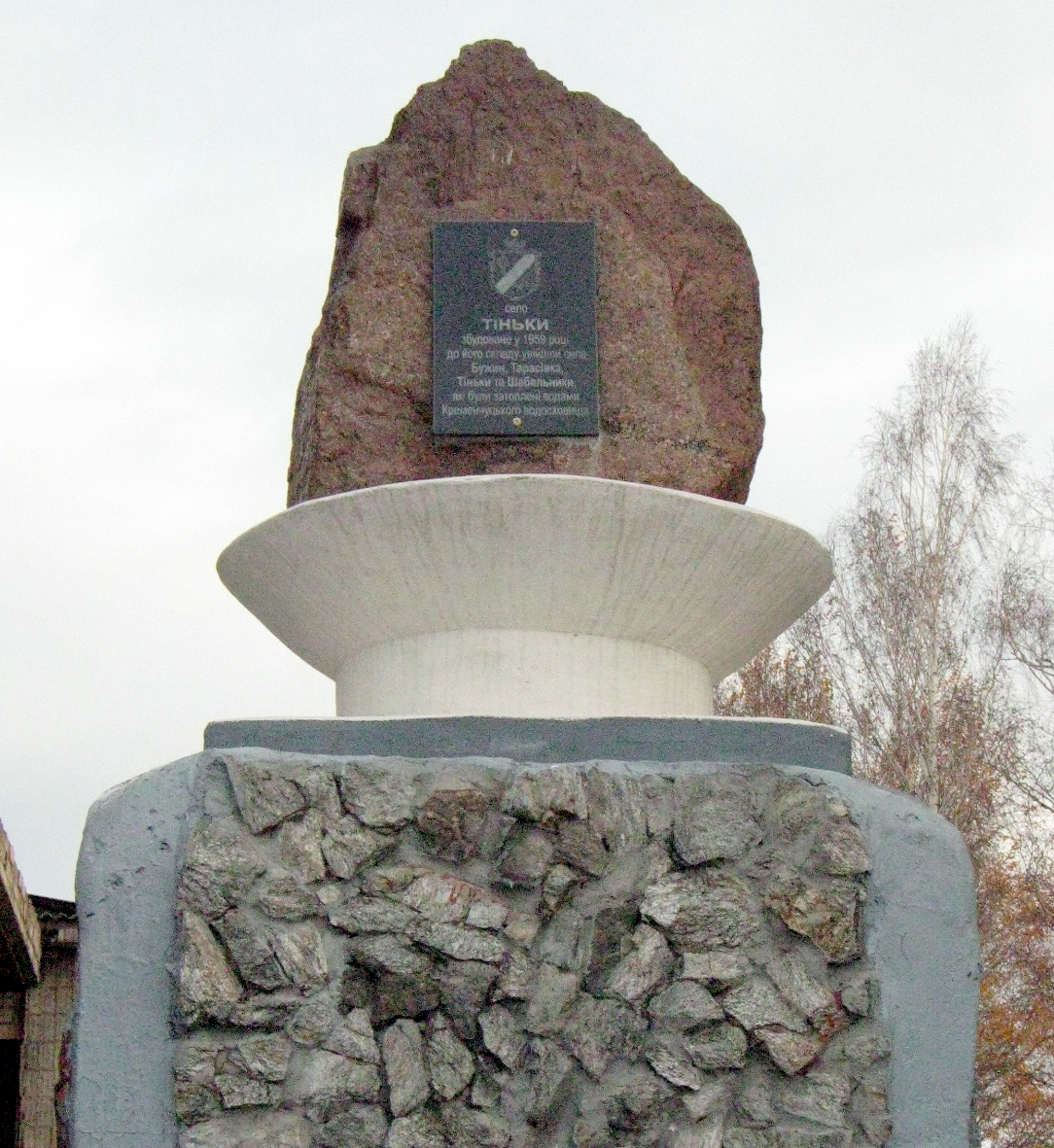
Пам'ятний знак про заснування села
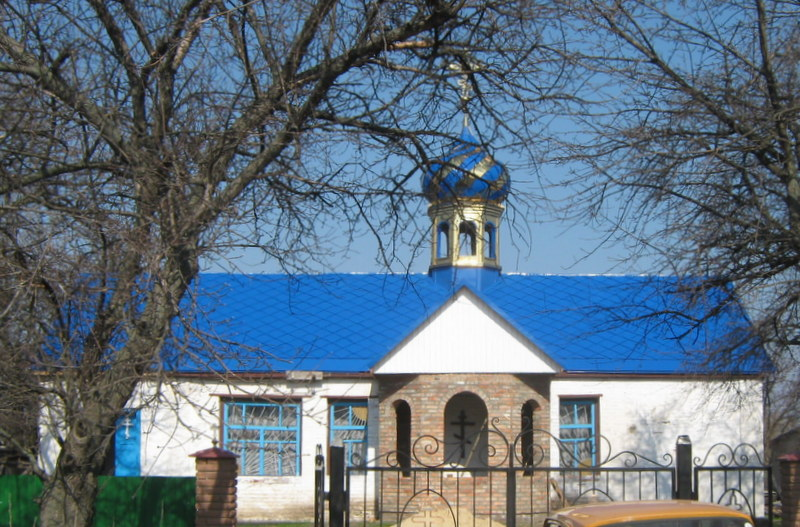
Церква
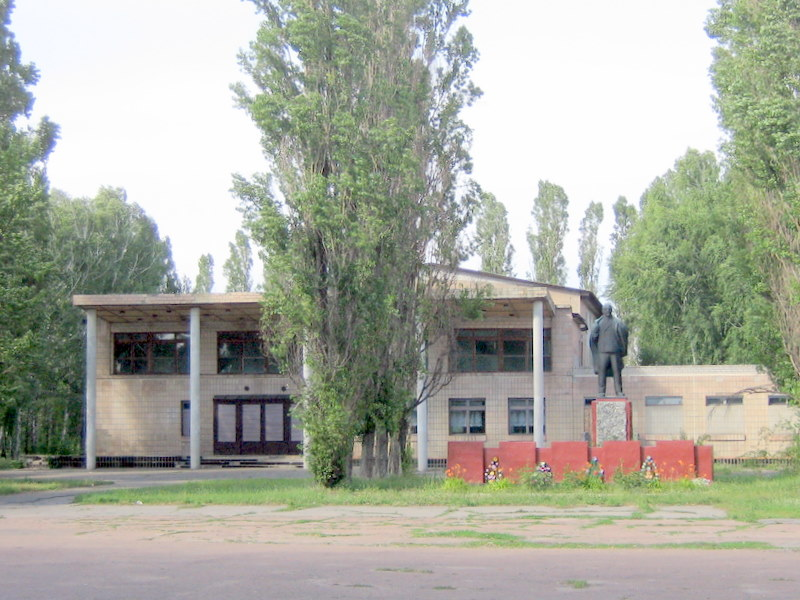
Будинок культури